# Zahia Dehar
Zahia Dehar (Ghriss, 25 de febrer de 1992) és una actriu i model francesa d'origen algerià.

## Biografia
Dehar es va fer coneguda al començament de la dècada del 2010 treballant com a model per a dissenyadors com Pierre et Gilles i Karl Lagerfeld. El 2011 va aparèixer a les pàgines de la revista de moda V. Després d'un breu recés, Dehar va experimentar un rellançament de la seva exposició mediàtica a principis del 2012 i va ser fotografiada per Ali Mahdavi, director artístic del cabaret parisenc Crazy Horse, i Ellen von Unwerth
El novembre del 2015, hores abans dels atemptats de París, els artistes Pierre et Gilles van publicar al seu compte de Facebook una fotografia on Dehar posava com a Marianne, el símbol nacional francès. La fotografia va ser utilitzada a les xarxes socials com a resposta als atacs terroristes que van tenir lloc aquella nit.
El 2016 va iniciar la seva carrera com a actriu fent la seva primera aparició a la pel·lícula còmica Joséphine s'arrondit, sota la direcció de Marilou Berry. Un any després va protagonitzar juntament amb Mina Farid una nova pel·lícula de comèdia, Une fille facile, dirigida per Rebecca Zlotowski.

### Affaire Zahia
En 2009, Dehar, de 17 anys, va ser suposadament contractada com a treballadora sexual per Franck Ribéry i Karim Benzema, que en aquell moment eren jugadors de la selecció francesa de futbol. L'edat de consentiment a França és de 15 anys però la prostitució només és legal si el treballador és més gran de 18 anys.
Dehar va afirmar haver conegut Karim Benzema el maig de 2008 i Franck Ribéry el 7 d'abril de 2009 en un hotel de Múnic on ella i una altra acompanyant havien estat trameses al futbolista com a «regal d'aniversari».
La investigació es va fer pública el 2010, just abans que la selecció francesa participés a la Copa del Món de Futbol de 2010. El llavors entrenador de la selecció francesa, Raymond Domenech, va decidir excloure Benzema del mundial. Franck Ribéry, en canvi, va disputar el campionat amb la selecció.
El 31 de gener del 2014, Karim Benzema i Franck Ribéry van ser absolts pel Tribunal Penal de París declarant que desconeixien que Dehar era menor d'edat en el moment de la trobada sexual.